# Grądzkie, West Pomeranian Voivodeship
Grądzkie [ˈɡrɔnt͡skʲɛ] (tiếng Đức: Langenhaken) là một khu định cư ở khu hành chính của Gmina Brzeżno, trong quận Świdwin, West Pomeranian Voivodeship, ở phía tây bắc Ba Lan. Nó nằm khoảng 12 km (7 mi) về phía đông nam của Świdwin và 92 km (57 mi) về phía đông của thủ đô khu vực Szczecin.